# Fresenius (Unternehmen)

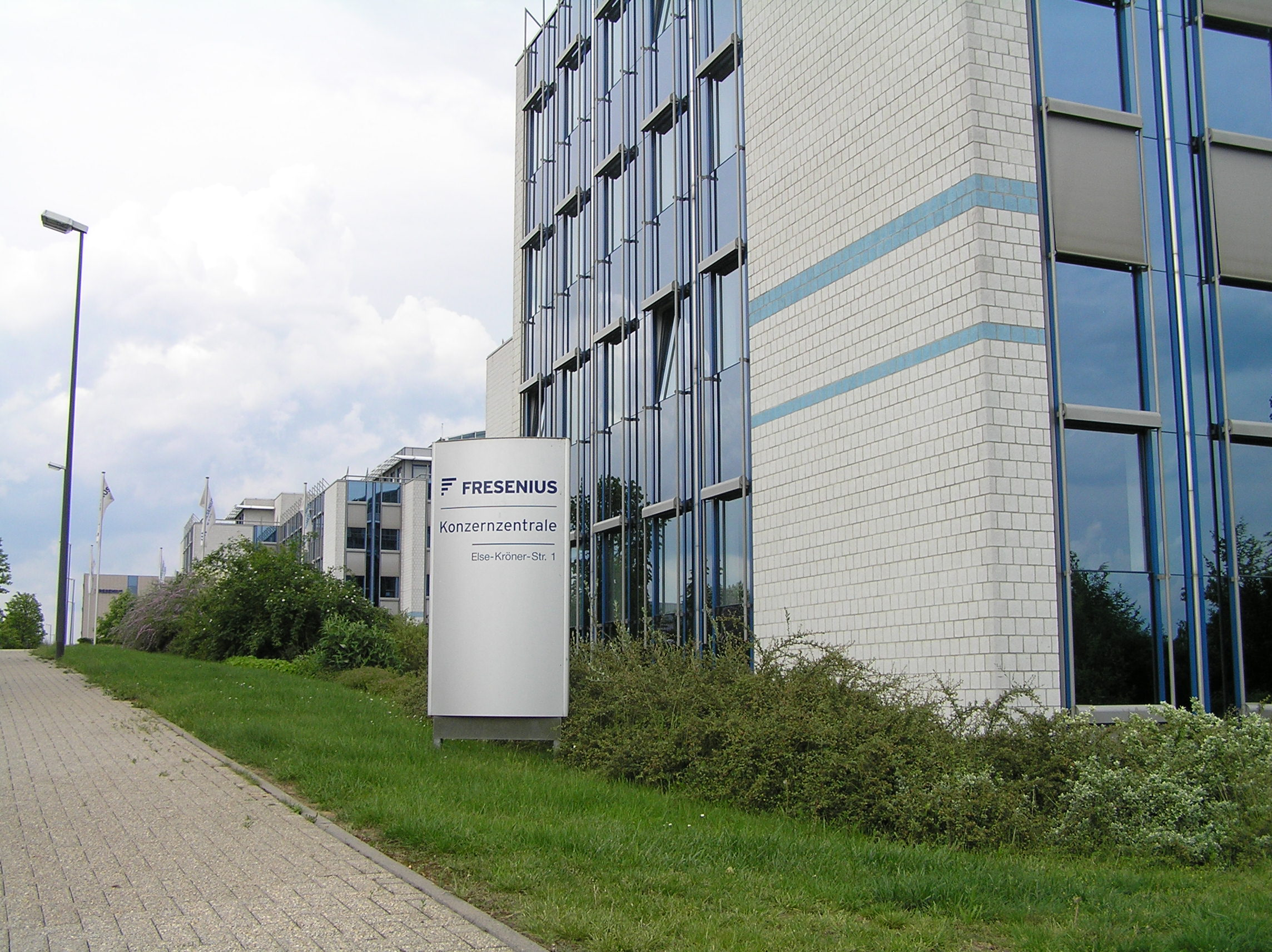
Fresenius-Zentrale in Bad Homburg vor der Höhe

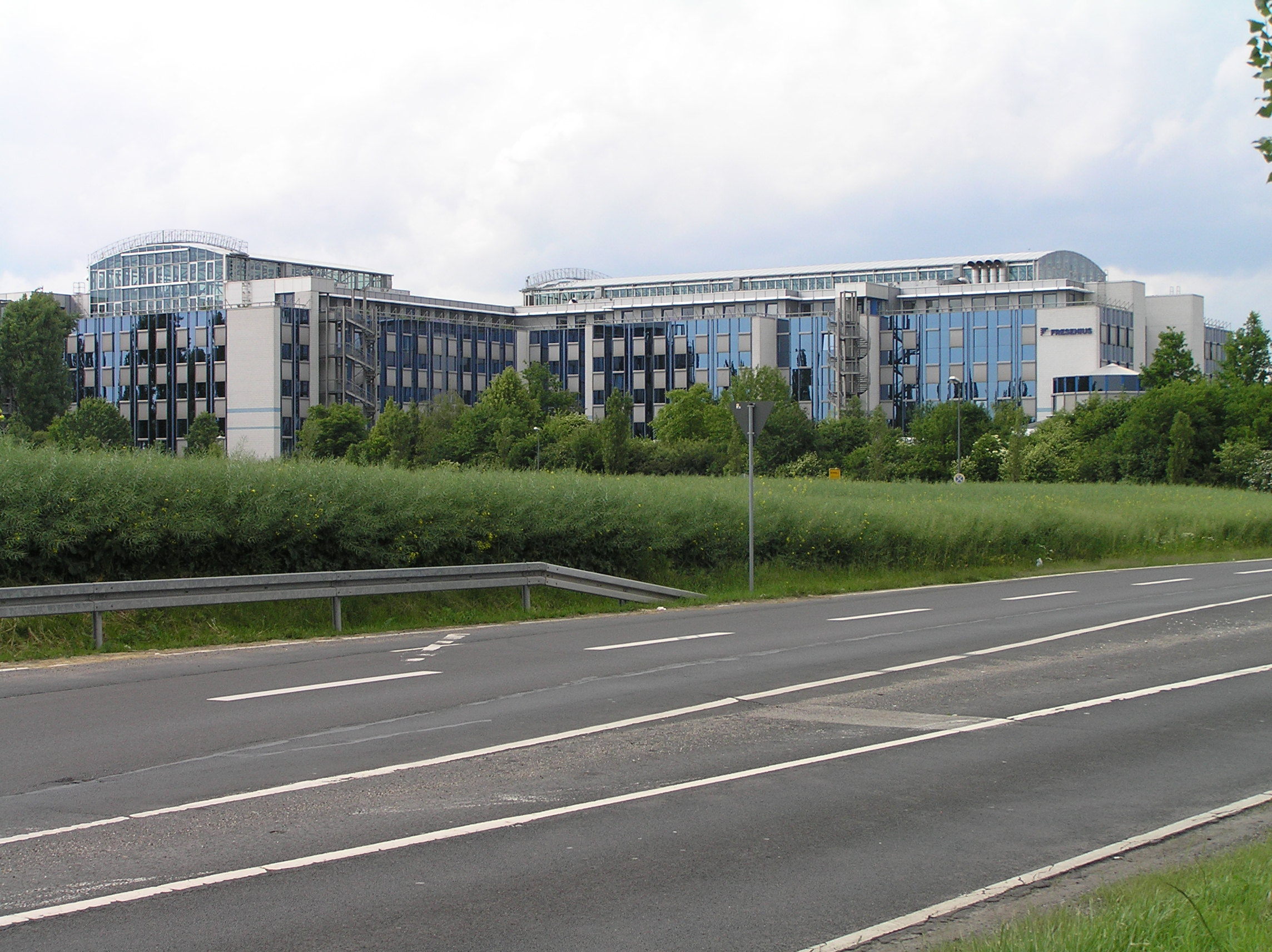
Fresenius-Zentrale

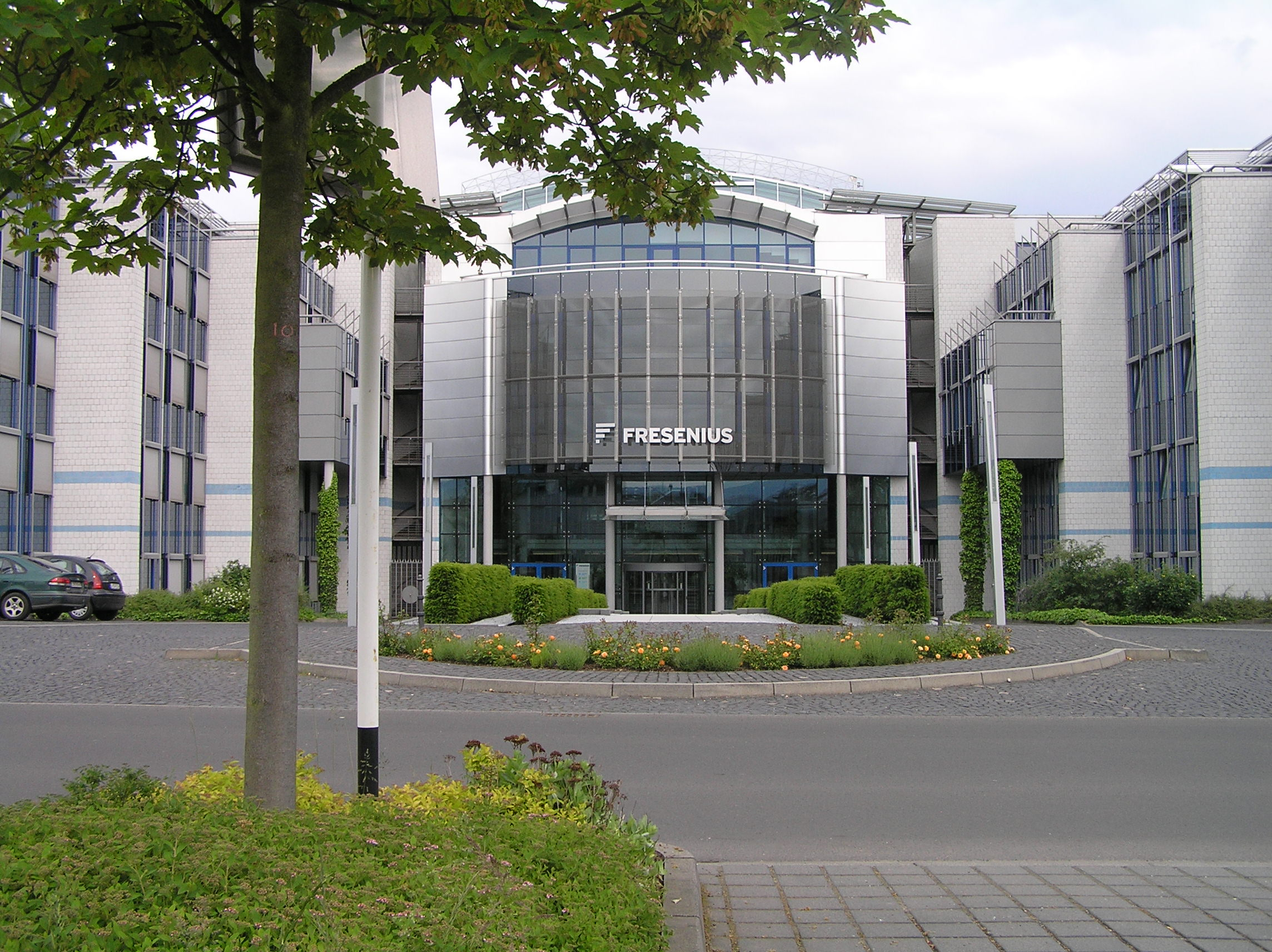
Haupteingang der Fresenius-Zentrale

Die Fresenius SE & Co. KGaA ist ein deutscher Medizintechnik- und Gesundheitskonzern mit Sitz im hessischen Bad Homburg vor der Höhe. Das Unternehmen ist einer der größten privaten Krankenhausbetreiber Deutschlands sowie im Pharma- und Gesundheitsdienstleistungsbereich tätig. Fresenius ist mit 32 Prozent an dem Dialysespezialisten Fresenius Medical Care beteiligt. Seit dem 23. März 2009 wird das Unternehmen im DAX der Deutschen Börse gelistet. Mit Wirkung vom 13. Juli 2007 wurde das Unternehmen von einer Aktiengesellschaft (AG) deutschen Rechts in eine Europäische Gesellschaft (SE) überführt. Zum 28. Januar 2011 erfolgte die Umwandlung in eine Kommanditgesellschaft auf Aktien (KGaA).

## Geschichte
Die 1462 in Frankfurt am Main gegründete Hirsch-Apotheke gelangte im 18. Jahrhundert in die Hände der Familie Fresenius. Der Apotheker und Inhaber der Hirsch-Apotheke, Eduard Fresenius, gründete 1912 das Pharmazieunternehmen Dr. E. Fresenius. Schwerpunkte der Fertigung waren Arzneispezialitäten wie Injektionslösungen, serologische Reagenzien und Bormelin-Nasensalbe. Das Produktionsunternehmen wurde 1933/34 von der Hirsch-Apotheke getrennt und nach Bad Homburg verlagert. Es beschäftigte in den Folgejahren etwa 400 Mitarbeiter. Der überraschende Tod von Eduard Fresenius gefährdete 1946 die weitere Existenz von Apotheke und Produktionsbetrieb. Zu diesem Zeitpunkt arbeiteten dort nur noch 30 Mitarbeiter. Else Kröner, die zu diesem Zeitpunkt noch Else Fernau hieß, übernahm 1951 nach einem Pharmaziestudium mit ihrem Mann Hans Kröner die Verantwortung für Apotheke und Produktionsbetrieb und baute die Produktgruppe Infusionslösungen aus. Ab 1966 erfolgten der Vertrieb von Dialysegeräten und Dialysatoren verschiedener ausländischer Hersteller und der Gewinn bedeutender Marktanteile in diesem Segment.
Mit der Einführung einer Aminosäurenlösung nach dem Kartoffel-Ei-Muster 1971 gelang Fresenius ein Beitrag zur parenteralen Ernährungstherapie. 1974 begann in St. Wendel (Saarland) die Herstellung von Infusionslösungen und medizinischen Kunststofferzeugnissen. Heute stellt Fresenius dort modernste Polysulfon-Dialysatoren her. In Schweinfurt begann 1979 die Produktion eines eigenen Dialysegerätes, des A2008.
1982 wurde Fresenius in eine Aktiengesellschaft umgewandelt, die 1986 an die Börse ging. 1983 begann man mit der Produktion von synthetischen Polysulfonfaser-Membranen für die Dialyse, die bis heute den Qualitätsstandard bestimmen. 1996 wurde im Zuge der Übernahme des US-amerikanischen Unternehmens National Medical Care die Tochtergesellschaft Fresenius Medical Care AG (zwischenzeitlich Fresenius Medical Care AG & Co. KGaA, seit Juli 2023 wieder AG) als Anbieter von Dialyseprodukten und -dienstleistungen gegründet.
1997 ging in Friedberg (Hessen) die Konzernfabrik für Infusionslösungen in Betrieb. Ein Jahr später übernahm Fresenius das internationale Infusionsgeschäft der Pharmacia & Upjohn. Durch Verschmelzung mit dem Fresenius Unternehmensbereich Pharma entstand Fresenius Kabi als eines der führenden Unternehmen im Bereich der Ernährungs- und Infusionstherapie. Im selben Jahr wurde die neue Konzernzentrale in Bad Homburg bezogen.
2001 übernahm Fresenius die Wittgensteiner Kliniken AG mit rund 30 Akut- und Fachkliniken und rund 4.600 Mitarbeitern. 2005 folgte die Akquisition der Helios Kliniken für 1,5 Milliarden Euro.
Durch die Übernahme der US-amerikanischen RenalCare Group 2006 baute Fresenius seine marktführende Stellung im Dialysebereich aus. In weltweit mehr als 3.900 Dialysekliniken werden mehr als 333.000 Patienten betreut (Stand: 2018).
2008 stieg Fresenius durch die Akquisition des US-Unternehmens APP Pharmaceuticals in den nordamerikanischen Pharmamarkt ein und wurde zu einem weltweit führenden Anbieter von intravenös zu verabreichenden Generika.
Die Fresenius AG wechselte nach Zustimmung einer außerordentlichen Hauptversammlung am 4. Dezember 2006 – mit Wirkung vom 13. Juli 2007 – die Rechtsform in eine Europäische Gesellschaft und firmierte seitdem als Fresenius SE. Am 28. Januar 2011 gab der Konzern den Rechtsformwechsel der Fresenius SE in eine Kommanditgesellschaft auf Aktien (KGaA) in Verbindung mit der Umwandlung der Vorzugs- in Stammaktien bekannt.
2012 plante Fresenius, den Klinikkonzern Rhön-Klinikum zu übernehmen und mit Helios zu einem Konzern zusammenzuführen, was jedoch misslang.
Am 13. September 2013 gab das Unternehmen bekannt, mit der Rhön-Klinikum AG einen Vertrag über die Übernahme von 43 Kliniken und 15 Medizinischen Versorgungszentren (MVZ) abgeschlossen zu haben.
Anfang September 2016 wurde die Absicht publiziert, für 5,76 Milliarden Euro den größten privaten Klinikbetreiber Spaniens, Quirónsalud, zu übernehmen. Quirónsalud hat 44 Krankenhäuser, 44 ambulante Gesundheitszentren und rund 300 Einrichtungen für betriebliches Gesundheitsmanagement. Die Kartellbehörden haben am 22. Dezember 2016 ohne Auflagen die Freigabe erteilt. Der Abschluss der Transaktion erfolgte zum 31. Januar 2017.
Im April 2017 wurde bekannt, dass Fresenius den auf Generika spezialisierten US-Konzern Akorn für insgesamt 4,75 Milliarden Dollar übernehmen wird. Die Übernahme ließ Fresenius auf Grund fehlender Übernahmevoraussetzungen platzen. Akorn hat hiergegen Klage erhoben. Am 1. Oktober 2018 hat das zuständige Gericht die Klage abgewiesen. Fresenius muss Akorn daher nicht übernehmen. Akorn hat angekündigt, Berufung einzulegen, diese wurde jedoch zurückgewiesen.
Fresenius führt seine Geschäfte in Russland auch nach dem Überfall Russlands in die Ukraine weiter (Stand: 28. Januar 2023). Nach Firmenangaben konzentriere man sich dabei auf die medizinische Grundversorgung.
Unter der Leitung von Michael Sen wurde das Geschäft ab 2024 fokussiert, u. a. mit dem Ziel der Schuldenreduktion: So wurde die Fresenius Medical Care 2023 als Aktiengesellschaft ausgegliedert. 2025 wurde dann der Anteil von rund 32,2 Prozent auf 25 Prozent plus eine Aktie reduziert. Parallel wurde die Dienstleistungssparte Vamed 2024 verkauft.

## Kritik
Die Süddeutsche Zeitung berichtet im Januar 2020 über Tricks zur Steuervermeidung des Gesundheitskonzern Fresenius laut einer Fallstudie des Netzwerks Steuergerechtigkeit. Die Studie zeige, dass auch Fresenius Fresenius mit Hilfe von Niederlassungen in so genannten Steueroasen und Tochterfirmen mit legalen Mitteln versuche, die Steuerlast zu reduzieren.
Die Firma Fresenius ist in einer von Forschenden der Yale School of Management erarbeiteten Liste solcher Firmen aufgeführt, die auch ein Jahr nach Beginn des Angriffs russischer Truppen auf die Ukraine ihren Geschäften in Russland weiter nachgehen. Fresenius hat dabei auf einer Skala von A bis F die schlechteste Note F erhalten. Damit versehen sind Unternehmen, die ihre Tätigkeit vollständig uneingeschränkt weiterführen.

## Konzernstruktur
Unternehmen im Konzern:
- Fresenius Medical Care AG & Co. KGaA (25 % plus 1 Aktie): Anbieter von Produkten und Dienstleistungen für Patienten mit chronischem Nierenversagen, seit März 2023 im MDAX notiert.
- Fresenius Helios:
  - Helios Kliniken GmbH: Mehr als 35.000 Betten in 112 Kliniken (Ende 2016)[26]
    - 2001 übernahm Fresenius die Wittgensteiner Kliniken AG mit 30 Akut- und Fachkliniken und rund 4.600 Mitarbeitern
    - 2005 übernahm Fresenius die Helios GmbH, etwa 9.345 Betten (2004), etwa 1,157 Milliarden Euro Umsatz (2004), 17.600 Mitarbeiter (2004)
    - 1. Januar 2006: Die Wittgensteiner Kliniken AG ist mit den Helios-Kliniken fusioniert
    - 2014 übernahm Fresenius Helios 40 Kliniken und 11 MVZ der Rhön-Klinikum AG
    - Im Dezember 2020 wurde die Klinikgruppe Eugin, ein Kliniknetzwerk für Reproduktionsmedizin mit 31 Kliniken und 34 weiteren Standorten in neun Ländern auf drei Kontinenten übernommen. Das Unternehmen hat seinen Sitz in Barcelona.[27]
- Fresenius Kabi: Anbieter von Infusions- und Ernährungstherapie, weitere Tätigkeitsfelder sind Infusions- und Bluttransfusionstechnologie sowie ambulante Gesundheitsversorgung.
- Fresenius Digital Technology (ehemals Fresenius Netcare):[28] interner IT-Anbieter des Fresenius-Konzerns

Nicht zum Konzern gehören das Institut Fresenius und die Hochschule Fresenius. Im Juni 2013 gab Fresenius zudem den Verkauf des bisherigen Biotechnologiegeschäfts Fresenius Biotech an die israelische Unternehmerfamilie Fuhrer bekannt.

## Fresenius-Aktie
- Wertpapierkennnummer (WKN): 578560
- Internationale Wertpapierkennnummer (ISIN): DE0005785604
- Aktiensymbol: FRE

1982 wurde Fresenius in eine Aktiengesellschaft umgewandelt. Als erste Fresenius-Aktie kam 1986 eine stimmrechtslose Vorzugsaktie in den Börsenhandel, die Stammaktie wurde erst einige Jahre später zugelassen.
2011 wurde Fresenius zur Kommanditgesellschaft auf Aktien umgewandelt. Im Zuge der Rechtsform-Umwandlung wurden alle Vorzugsaktien in Stammaktien mit Stimmrecht umgetauscht.
2015 wurde die Fresenius-Aktie in den EURO STOXX 50 aufgenommen. Der EURO STOXX 50 bildet die Aktienkursentwicklung 50 großer börsennotierter Unternehmen der Eurozone aus verschiedenen Branchen ab.

### Aktionärsstruktur
(Stand: 30. Juni 2023)
- Else Kröner-Fresenius-Stiftung – 27 %
- Streubesitz – 73 %

## Problematik der Todesstrafe
Fresenius Kabi wehrt sich gegen die Verwendung seiner Produkte bei Hinrichtungen, so z. B. im Fall von Carey Dean Moore im August 2018 im US-Bundesstaat Nebraska.